# Bateria de fluorur
Les bateries de fluorur (també anomenades bateries llançadora de fluorur) són una tecnologia de bateries recarregables basada en la llançadora de fluorur, l'anió del fluor, com a portadors de càrrega iònica.
Aquesta química de bateries va despertar un renovat interès en la recerca a mitjans de la dècada del 2010 a causa del seu respecte pel medi ambient, l'evitar recursos minerals escassos i geogràficament tensos en la composició dels elèctrodes (per exemple, cobalt i níquel) i les altes densitats d'energia teòriques. A més, com que no hi ha recobriment ni decapat de metall, la formació de dendrites és insignificant si s'utilitzen ànodes metàl·lics d'alta capacitat,  amb una major seguretat, ciclabilitat i capacitat d'emmagatzematge d'energia. Teòricament, una bateria de fluorur que utilitza un elèctrode de baix cost i un electròlit líquid pot tenir densitats d'energia de fins a ~800 mAh/g i ~4800 Wh/L.

## Història
El transport de fluorur es va proposar el 1974 durant una investigació sobre la conductivitat iònica del fluorur del CaF2 a temperatures que oscil·laven entre 400 i 500. °C.
La recerca va continuar durant els anys 70 i principis dels 80, quan es van dur a terme altres estudis sobre la conductivitat del fluorur en fluorurs inorgànics a alta temperatura. Una aplicació pràctica es va fer el 1976 dopant β- PbF2 amb fluorur de potassi. Quan es va utilitzar en una cel·la galvànica com a electròlit d'estat sòlid, aquest material permetia assolir una tensió de circuit obert propera a la predicció teòrica, però no va aconseguir mantenir un corrent quan s'aplicava una càrrega.
A la dècada del 1980 es van fer petits avenços en el camp del transport de fluorur. Alguns estudis van informar de cel·les que utilitzaven materials conductors de fluorur d'estat sòlid basats en fluorur de lantà, plom o ceri. Aquestes cel·les encara tenien una capacitat de descàrrega insatisfactòria i una temperatura de treball elevada (fins a 160 °C), i una vida útil limitada de les cel·les en comparació amb les bateries disponibles comercialment.
Les bateries de fluorur van rebre una renovada atenció a partir de mitjans de la dècada del 2010, impulsades per la transició energètica i les necessitats de nous dispositius d'emmagatzematge d'energia. Millores  es van fer tant en electròlits sòlids com líquids.

## Principi de funcionament
La química d'una bateria de fluorur es basa en la fluoració electroquímica reversible d'un metall electropositiu (M') al costat de l'ànode, a costa d'un fluorur de metall més noble (MFx) al costat del càtode.
Procés de descàrrega
Al càtode (+)
{\displaystyle {\ce {xe^- + MF_{x}-> M + xF-}}}
A l'ànode (-)
{\displaystyle {\ce {xF^- + M' -> xe^- + M'F_{x}}}}
Procés de càrrega
Al càtode (-)
{\displaystyle {\ce {xF^- + M -> xe^- + MF_{x}}}}
A l'ànode (+)
{\displaystyle {\ce {xe^- + M'F_{x}-> M' + xF-}}}

## Elèctrodes

### Elèctrodes de conversió
En els elèctrodes de conversió, la reacció redox que es produeix canvia l'estructura cristal·lina del material de l'elèctrode. Aquest procés sovint condueix a una gran variació en el volum de l'elèctrode, que pot causar la pèrdua de contacte amb el col·lector de corrent o la pèrdua de superfície activa per agregació, provocant una disminució de la capacitat. Un avantatge dels elèctrodes de conversió és la possibilitat d'explotar més d'una transferència d'electrons per centre redox, augmentant la capacitat específica.
Aquesta classe inclou alguns fluorurs de metalls simples i de metalls de transició que poden intercanviar dos o més electrons per mol, com ara BiF3, Bi0.8Ba0.2F2.8, PbF2, FeF3, CuF2, KBiF3 al costat del càtode o Ca i Mg al costat de l'ànode.

### Elèctrodes de tipus intercalació
En els elèctrodes de tipus intercalació, els ions de fluorur s'insereixen en una vacant a la xarxa cristal·lina del material de l'elèctrode, sense canviar-ne l'estructura. En aquest cas, la variació de volum es redueix considerablement, cosa que fa que aquests materials siguin més estables. Aquest augment de l'estabilitat té com a cost que la transferència d'electrons normalment es limita a un per centre redox, cosa que redueix la capacitat específica disponible.

## Electròlits

### Electròlits líquids
Els electròlits líquids per a bateries de fluorur oferirien una solució al problema derivat de l'expansió volumètrica dels elèctrodes i reduirien la temperatura de funcionament, a causa de la major mobilitat iònica intrínseca, que resulta en una alta conductivitat iònica.

#### Electròlits inorgànics basats en fluorurs
Els electròlits líquids inorgànics es fabriquen dissolent fluorurs de metalls alcalins en un dissolvent apròtic orgànic, però la baixa solubilitat dels fluorurs inorgànics en els dissolvents comuns d'electròlits de bateries provoca una mala conductivitat iònica.
Per millorar la solubilitat de la sal i, per tant, la conductivitat iònica, es van utilitzar acceptors d'anions basats en bor en dissolvents orgànics. Per exemple, es va descobrir un electròlit basat en fluorur de cesi dissolt en tetraglima amb diferents acceptors d'anions, incloent-hi trifenilboroxines i trifenilborans,.

#### Electròlits basats en fluorurs orgànics
Els electròlits líquids basats en compostos orgànics es van desenvolupar dissolent sals de fluorur de tetraalquilamoni en dissolvents apròtics orgànics. El principal problema és l'alt comportament nucleofílic del fluorur dissolt, que reacciona fàcilment amb el β-hidrogen dels grups alquil mitjançant el mecanisme d'eliminació de Hofmann.
Per obtenir un electròlit orgànic estable, es van emprar i provar sals d'amoni sense β-hidrogen, com ara fluorur de N, N, N -trimetil- N -neopentilamoni dissolt a alta concentració en un èter parcialment fluorat.

### Electròlits sòlids
La majoria dels electròlits sòlids conductors de fluor coneguts aconsegueixen una conductivitat iònica insuficient, fins i tot a altes temperatures (fins a 160 °C), per a la possibilitat d'ús comercial. A més, la rigidesa d'aquests materials no pot suportar l'alta expansió volumètrica dels càtodes de conversió.

#### Fluorurs de terres rares tipus tysonita
S'han estudiat fluorurs de terres rares amb estructura de tipus tisonita (RE 1−x M x F 3−x on RE és una terra rara entre La, Ce, Sm, i M és un metall del segon grup com Ba, Ca o Sr) a causa de les seves àmplies finestres d'estabilitat electroquímica (fins a 4V vs Li+/Li).
Per exemple, el 2017 es va sintetitzar fluorur de lantà (LBF) dopat amb bari amb una tècnica de mòlta de boles, aconseguint una conductivitat iònica d'uns 10−5 S cm−1 a temperatura ambient. Això encara era inferior als electròlits líquids convencionals utilitzats en bateries de Li-ion disponibles comercialment. Es van aconseguir resultats similars pel que fa a la conductivitat iònica amb fluorur de ceri dopat amb fluorur d'estronci o fluorur de samari dopat amb calci.

#### Fluorurs alcalinoterrosos
Entre els fluorurs alcalinoterris, el fluorur de bari-estany (BaSnF4) s'ha investigat per la seva conductivitat iònica relativament alta a temperatura ambient, de l'ordre de 10⁻⁴ S cm⁻¹. Malgrat l'augment de la conductivitat iònica, la baixa finestra d'estabilitat electroquímica de Sn2 + impedeix l'ús de metalls reductors com a ànodes, disminuint el potencial màxim de la cel·la i, en conseqüència, la densitat d'energia.
El 2019, els investigadors van obtenir una bateria recarregable de fluorur amb un electròlit sòlid de BaSnF4 cobert amb una intercapa de LBF, ampliant les finestres d'estabilitat electroquímica del BaSnF4.